# Gørlev Kommune
Gørlev Kommune i Vestsjællands Amt blev dannet ved kommunalreformen i 1970. Ved strukturreformen i 2007 blev den indlemmet i Kalundborg Kommune sammen med Bjergsted Kommune, Hvidebæk Kommune og Høng Kommune.

## Tidligere kommuner
Gørlev Kommune blev dannet ved sammenlægning af 3 sognekommuner:
| Kommune               | Folketal 1. januar 1970 | Byer                |
| --------------------- | ----------------------- | ------------------- |
| Gørlev-Bakkendrup     | 2.435                   | Gørlev              |
| Helsinge-Drøsselbjerg | 2.248                   | Kirke Helsinge      |
| Svallerup             | 1.098                   | Bjerge og Svallerup |
| I alt                 | 5.781                   |                     |

## Sogne
Gørlev Kommune bestod af følgende sogne, alle fra Løve Herred undtagen Svallerup, der havde hørt til Ars Herred:
- Bakkendrup Sogn
- Drøsselbjerg Sogn
- Gørlev Sogn
- Kirke Helsinge Sogn
- Svallerup Sogn

## Borgmestre[2]
| Periode   | Navn                | Parti             |
| --------- | ------------------- | ----------------- |
| 1970-1974 | Jens Peder Petersen | Venstre           |
| 1974-1986 | Vagn Weensgaard     | Venstre           |
| 1986-1990 | Jørgen Arnam-Olsen  | Venstre           |
| 1990-1994 | Kaj Haagensen       | Socialdemokratiet |
| 1994-2006 | Jørgen Arnam-Olsen  | Venstre           |

Martin Damm, der kommer fra Gørlev, er Kalundborg Kommunes borgmester siden 2010.